# Robert le diable

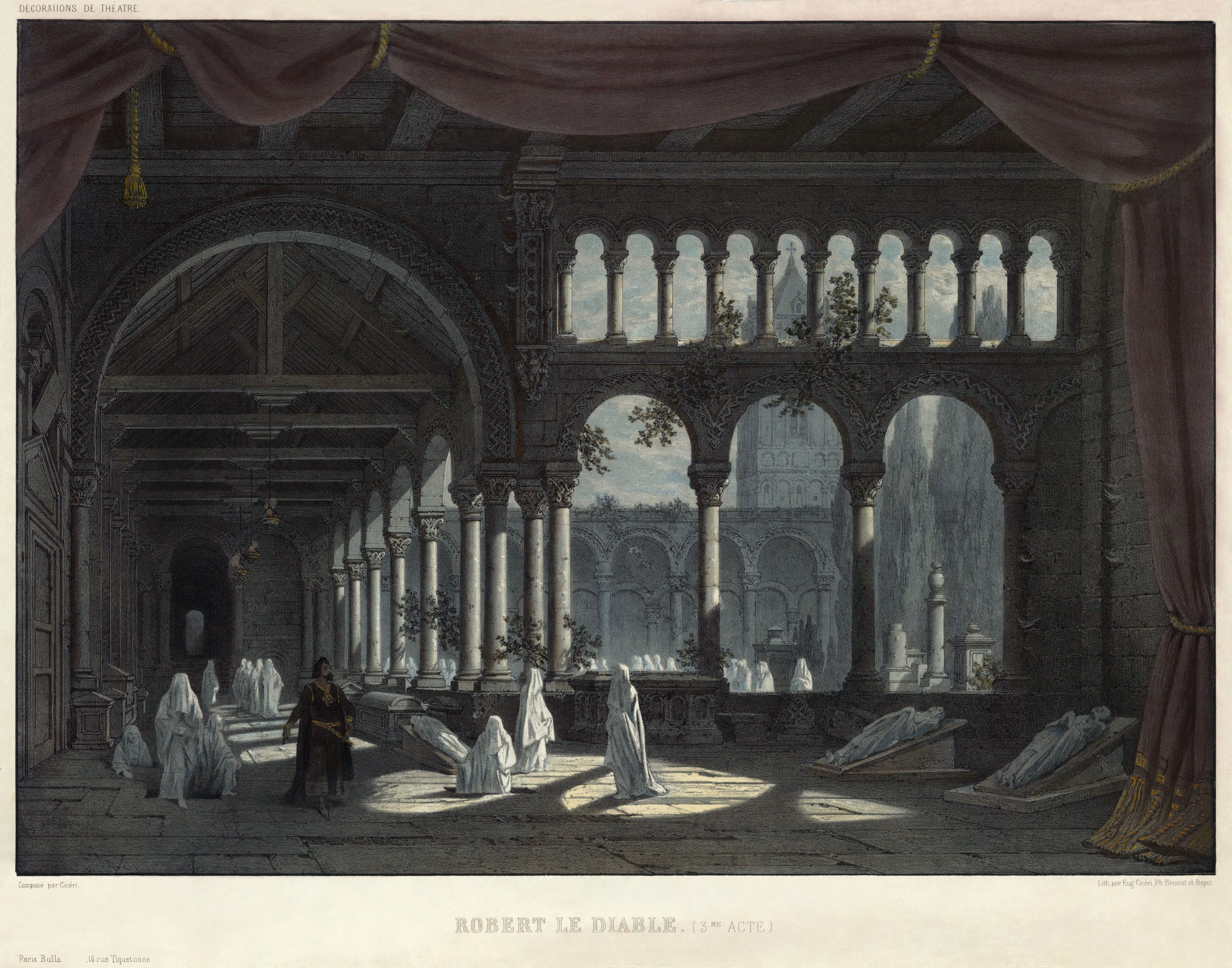
Decor voor het ballet van de nonnen (Cicéri, 1831). De geesten van de kloosterzusters herrijzen uit hun graf om Robert te verleiden.

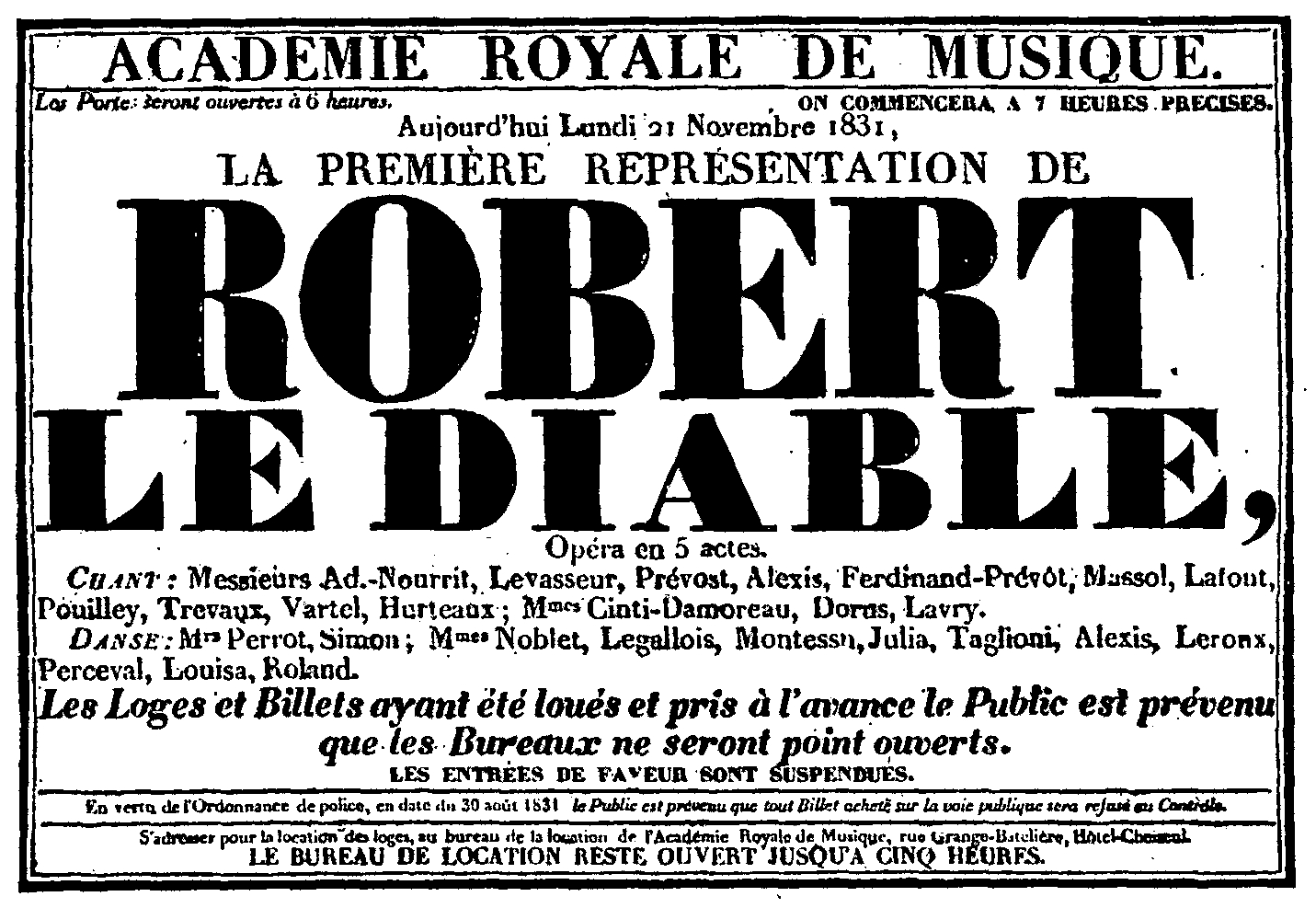
Aankondiging van de première van Robert le diable (1831)

Robert le diable (Nederlands: Robert de duivel) is een grand opera in vijf bedrijven van Giacomo Meyerbeer. Eugène Scribe en Germain Delavigne schreven het libretto. Zij baseerden zich losjes op de middeleeuwse legende Robrecht de duyvel. De wereldpremière vond plaats op 21 november 1831 in de Opéra te Parijs. Het derde bedrijf bevat ook een ballet, het 'ballet van de nonnen'. Filippo Taglioni choreografeerde deze passage. Dit was tevens het eerste voorbeeld van een ballet blanc.

## Inhoud

### Eerste bedrijf
Robert en zijn vriend Bertram zijn bij een drinkgelag in Palermo. De minstreel Raimbaud, die Robert niet herkend heeft, zingt een ballade waarin hij hem afbeeldt als "Robert de duivel". Als hij inziet wat hij gedaan heeft biedt hij zijn verontschuldigingen aan, en zegt dat hij valt voor Roberts halfzuster Alice. Dan komt Alice binnen met een dringende boodschap van hun moeder. Robert zegt haar die te bewaren voor later, en vraagt haar een brief naar zijn eigen verloofde, prinses Isabelle te brengen. Bertram daagt Robert uit tot een potje dobbelen, waarbij Robert al zijn bezittingen verliest.

### Tweede bedrijf
De vorst van Granada daagt alle dingers naar de hand van Isabelle uit, maar Robert is door Bertram weggeleid, en gaat er niet op in.

### Derde bedrijf
Bertram onthult dat hij Roberts ziel voor het einde van de dag voor de duivel gewonnen wil hebben. Hij zegt tegen Robert dat hij zijn verloren fortuin weer terug kan winnen met behulp van een magische twijg die hem onzichtbaar kan maken. Hij brengt Robert naar de ruïne van een klooster waar hij de twijg kan vinden. In de kloosterruïne volgt een ballet blanc. De geesten van de gestorven nonnen herrijzen uit hun graf en dansen over het kerkhof. Geleid door hun abdis trachten ze Robert te verleiden.

### Vierde bedrijf
De onzichtbare Robert komt Alice' kamer binnen als zij zich voorbereidt op haar huwelijk met de vorst van Granada. Hij is van plan haar te ontvoeren, maar zij geeft toe dat ze van hem houdt. Wanhopig breekt Robert de twijg en daarmee de betovering die ermee gemaakt is. Hij wordt gevangengenomen.

### Vijfde bedrijf
De kathedraal van Palermo. Tegen een achtergrond van zingende monniken onthult Bertram aan Robert dat hij zijn echte vader is, en hij is gewillig af te zien van zijn uitlevering aan de duivel. Dan komt Alice binnen met het nieuws dat de vorst van Granada weigert met Isabelle te trouwen. Ze heeft ook de boodschap van haar moeder gelezen, waarin ze zegt de man die haar verraden heeft (Bertram) te mijden. Door alle afleidingen is de tijd verstreken; het is middernacht en Bertrams aanspraak komt te vervallen en hij wordt terug in de hel geworpen, en Robert in de armen van Isabelle.